# Столбчатая диаграмма

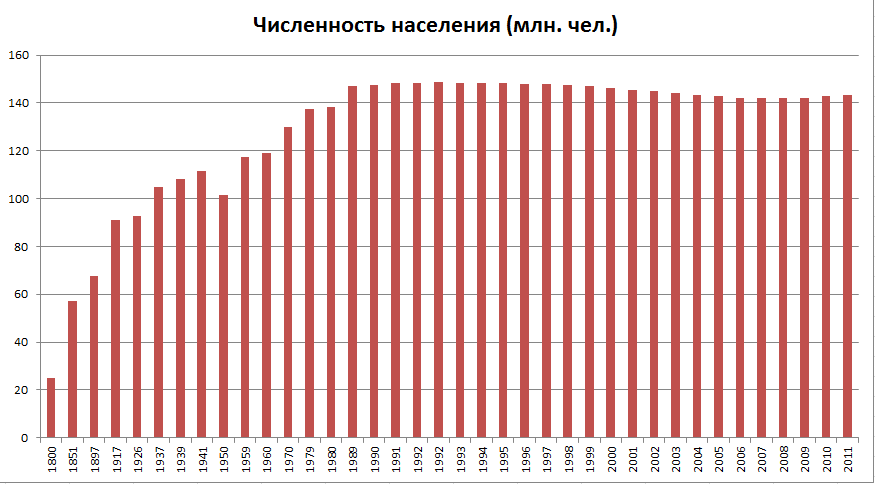
Пример столбчатой диаграммы (динамика численности населения России с 1800 по 2012 гг.)

Столбчатая диаграмма — диаграмма, представленная прямоугольными зонами (столбцами), высоты или длины которых пропорциональны величинам, которые они отображают. Прямоугольные зоны могут быть расположены вертикально или горизонтально.
Столбчатая диаграмма отображает сравнение нескольких дискретных категорий. Одна её ось показывает сравниваемые категории, другая — измеримую величину. Иногда столбчатые диаграммы отображают несколько величин для каждой сравниваемой категории.

## История
Многие источники указывают в качестве изобретателя столбчатой диаграммы Уильяма Плейфера (1759—1824) из-за диаграммы экспорта и импорта Шотландии из различных частей света за один год (с Рождества 1780 г. по Рождество 1781 г.) из его «Коммерческого и политического атласа», которая считается первой гистограммой в истории. Публиковавшиеся за 300 лет до этого диаграммы скорости равноускоряющегося объекта в пределах установленного времени в сочинении «Широта форм» могут считаться «прото-гистограммами».

## Применение

Пример группированной гистограммы

Пример стековой гистограммы

Столбчатые диаграммы обеспечивают визуальное представление категориальных данных. Категориальные данные — это данные, сгруппированные в дискретные группы (категории), как например, месяцы года, возрастные группы, размеры обуви, виды животных и т. п.
Гистограмма имеет дискретную область категорий и обычно масштабирована так, чтобы могли поместиться все данные. Когда нет естественного принципа упорядочения сравниваемых категорий, зоны на гистограмме могут быть размещены в любом порядке. Гистограммы, в которых категории расставлены в порядке убывания их значений, называются диаграммами Парето.

## Группированные и стековые гистограммы
Столбчатые диаграммы также могут использоваться для более сложных сравнений данных. В группированной гистограмме у каждой категории есть два или более сравниваемых свойства, для каждой из которых есть своя зона диаграммы. Зоны, отображающие одни и те же свойства разных категорий, обозначены одним цветом.
Свойства категорий группированных гистограмм обычно идут в одной последовательности для каждой категории.
Стековая гистограмма отображает зоны, представляющие свойства одной категории, друг поверх друга для сравнения свойств в рамках одной категории. Стековая гистограмма не подходит в тех случаях, когда используются и отрицательные значения свойств. В таких случаях предпочтительнее группированная гистограмма.